# Eleanor Scott (Politikerin)

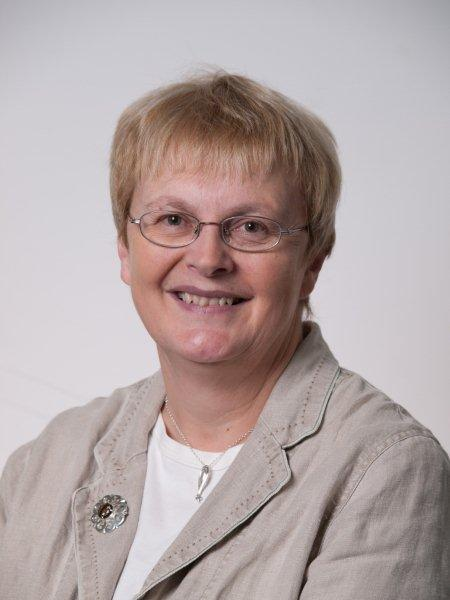
Eleanor Scott

Eleanor Scott (* 23. Juli 1951 in Inverness) ist eine schottische Politikerin und Mitglied der Scottish Green Party.

## Leben
Sie ist zweifache Mutter und lebt zusammen mit dem SNP-Politiker Rob Gibson in Evanton. Scott besuchte die Bearsden Academy und studierte Medizin an der Universität Glasgow. Danach war sie lange als Medizinerin tätig.

## Politischer Werdegang
Erstmals trat Scott bei der Europawahl 1994 für Green Party an. In ihrem Wahlkreis Highlands and Islands erhielt sie jedoch nur die fünfthöchste Stimmenanzahl und verpasste damit den Einzug in das Europäische Parlament. Bei den Parlamentswahlen 1999 war Scott die Spitzenkandidatin der Grünen in der Wahlregion Highlands and Islands, konnte aber mit einem Anteil von 3,8 % der Stimmen keines der Mandate erringen. Auch bei der Europawahl 1999 erhielt sie kein Mandat.
Bei den Parlamentswahlen 2003 stand Scott abermals auf dem Spitzenrang der Regionalwahlliste der Grünen in Highlands and Islands und zog infolge des Wahlergebnisses erstmals in das Schottische Parlament ein. 2007 verlor sie ihren Parlamentssitz wieder.
Ab 2008 war Scott zusammen mit Patrick Harvie Vorsitzende der Scottish Green Party.